# Синтеа Мика (Арад)
Синтеа Мика (рум. Sintea Mică) насеље је у Румунији у округу Арад у општини Олари. Oпштина се налази на надморској висини од 99 m.

## Становништво
Према подацима из 2002. године у насељу је живело 448 становника.

### Попис2002.
| Расподела становништва по националности 2002.‍ | Расподела становништва по националности 2002.‍ | Расподела становништва по националности 2002.‍ | Расподела становништва по националности 2002.‍ | Расподела становништва по националности 2002.‍ |
| --------------------------------------------- | --------------------------------------------- | --------------------------------------------- | --------------------------------------------- | --------------------------------------------- |
|                                               |                                               |                                               |                                               |                                               |
| Румуни                                        | Румуни                                        |                                               | 302                                           | 67,9%                                         |
| Роми                                          | Роми                                          |                                               | 23                                            | 5,2%                                          |
| Украјинци                                     | Украјинци                                     |                                               | 21                                            | 4,7%                                          |
| Словаци                                       | Словаци                                       |                                               | 99                                            | 22,2%                                         |